# Staraïa Roussa
Staraïa Roussa (en russe : Старая Русса) est une ville de l'oblast de Novgorod, en Russie, et le centre administratif du raïon Starorousski. Sa population s'élevait à 30 371 habitants en 2013.

## Géographie

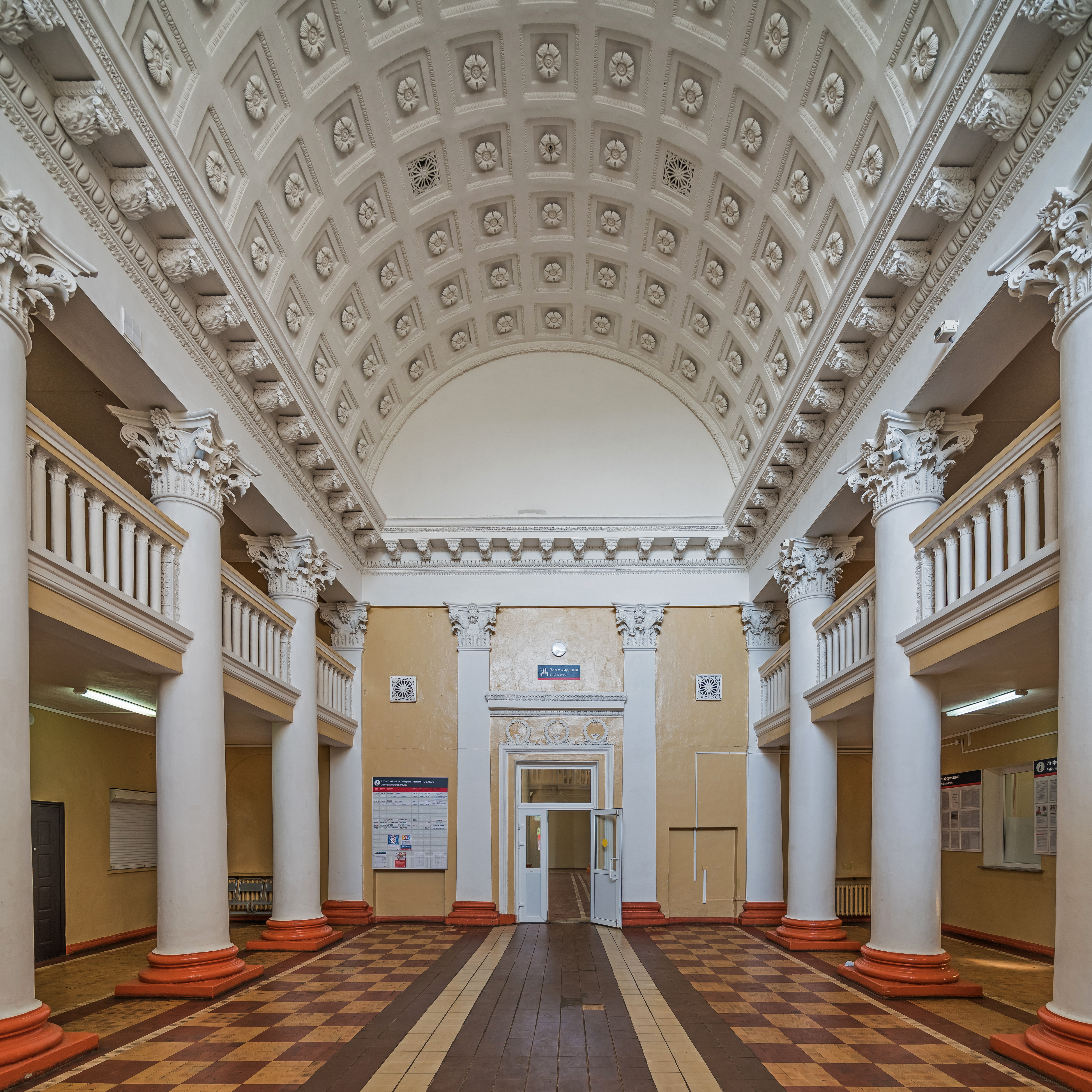
Une gare de chemin de fer à Staraïa Roussa. Juillet 2018.

Staraïa Roussa est arrosée par la rivière Polist et se trouve au sud du lac Ilmen, à 99 km au sud de Novgorod.

## Histoire
Staraïa Roussa a probablement été fondée vers le milieu du Xe siècle, mais apparaît pour la première fois dans des chroniques de l'année 1076. C'est alors l'une des trois principales villes de la république de Novgorod, aux côtés de Pskov et Staraïa Ladoga. Son nom remonte à l'époque des Varègues, qui s'appelaient eux-mêmes Rous. Staraïa Roussa contrôlait des routes commerciales importantes menant de Polotsk à Novgorod et Kiev.
Les constructions de Roussa étaient en bois et furent entièrement brûlées en 1190 et 1194. En 1478, Rousa fut incorporée dans la Moscovie en même temps que Novgorod. Le mot Staraïa (Vieille) fut ajouté à son nom au XVe siècle pour la distinguer de nouvelles localités appelées Roussa.
Du XVe au XVIIe siècle, la vieille ville marchande se transforma en un centre industriel prospère, avec les salines comme principale activité. Lorsqu'Ivan le Terrible monta sur le trône, Staraïa Roussa était la quatrième ville la plus connue de Russie, après Moscou, Novgorod et Pskov. À la fin du Temps des troubles, à l'époque l'Interrègne (1610–1613), elle était aux mains de brigands polonais et se dépeupla à tel point qu'il ne restait que 38 habitants en 1613.
En 1824, l'empereur Alexandre Ier créa, près de Staraïa Roussa, des « colonies de peuplement », où eut lieu un soulèvement en 1831, lors d'émeutes provoquées par une épidémie de choléra.
L'écrivain Fiodor Dostoïevski y séjourna par périodes avec sa famille entre 1872 et 1875 comme locataire, puis de 1875 à 1881 comme propriétaire . Il y rédigea une partie de son dernier roman, Les Frères Karamazov. La ville apparaît sous le nom de « Skotoprigonievsk » dans le roman.
La Maison-musée Fiodor Dostoïevski restaurée permet de retrouver l'habitat dans lequel vivait l'écrivain et qui est utilisé comme maison de Fiodor Karamazov dans le roman.
Le pouvoir soviétique s'établit à Staraïa Roussa le 5 novembre 1917 (18 novembre dans le calendrier grégorien). La ville fut occupée par l'Allemagne nazie du 9 août 1941 au 18 février 1944. Totalement détruite par l'occupant, elle fut ensuite reconstruite.

## Population
Comme beaucoup de villes russes, Staraïa Roussa a vu sa population décliner depuis la dislocation de l'Union soviétique. En 2001, son solde naturel accusait un important déficit de 11,9 pour mille, avec un taux de natalité particulièrement faible de 7 pour mille et un taux de mortalité élevé de 18,9 pour 1000.
Recensements (*) ou estimations de la population
| 1897*  | 1926*  | 1939*  | 1959*  | 1970*  | 1979*  |
| ------ | ------ | ------ | ------ | ------ | ------ |
| 15 183 | 21 511 | 37 258 | 25 409 | 34 577 | 40 439 |

| 1989*  | 2002*  | 2010*  | 2012   | 2013   | - |
| ------ | ------ | ------ | ------ | ------ | - |
| 41 538 | 35 511 | 31 809 | 30 901 | 30 371 | - |

## Personnalités
- Aleksandr Aniskine (1918-1943). Pilote de chasse et as de la Seconde Guerre mondiale, abattu près de Staraïa Roussa.
- Fiodor Dostoïevski (1821-1881). Écrivain, il passera une partie de sa vie dans cette ville et y rédigera Les Frères Karamazov.